# Bec d'alena nord-americà
El bec d'alena nord-americà (Recurvirostra americana) és una espècie d'ocell de la família dels recurviròstrids (Recurvirostridae) que habita aiguamolls, llacs i estuaris d'Amèrica del Nord, des de la Colúmbia Britànica, Alberta i sud de Saskatchewan, cap al sud per la zona central i occidental dels Estats Units i centre de Mèxic. En hivern arriben fins a l'Amèrica Central i les Antilles.